# Cara Ellison
Cara Ellison (Aberdeen, 28 settembre 1985) è una critica di videogiochi e sviluppatrice britannica.

## Giornalismo
La Ellison iniziò con regolari contributi alle pubblicazioni PC Gamer, Unwinnable e Rock, Paper, Shotgun nel 2012.
Da allora ha scritto articoli relativi al mondo dei videogiochi per le riviste New Statesman, Paste, Edge e Kotaku ed è una corrispondente del The Guardian gamesblog e di VICE UK. La Ellison scrive una colonna intitolata S.EXE ogni secondo venerdì del mese per la rivista Rock, Paper, Shotgun sui temi del sesso e del romanticismo nei videogiochi.
Nel 2013 la Ellison ha vinto il Games Media Award "Rising Star" per il suo lavoro sulla scrittura dei video games, ed il Guardian l'ha collocata Ellison al decimo posto nella lista dei "Top 30 Young People In Digital Media" del 2014. Scrive anche per il Guardian.
Nel 2014 la Ellison ha ottenuto un finanziamento su Patreon per la sua serie "Embed with", nella quale è una giornalista di video giochi itinerante, che viaggia per il mondo e scrive delle vite degli sviluppatori di video giochi.

## Sviluppo di videogiochi
La Ellison ha lavorato fino al 2008 per Rockstar North come QA tester al progetto di Grand Theft Auto IV. Nel 2013, la Ellison ha scritto il gioco linguistico interattivo Sacrilege, che il New York Times ha descritto come "una cruda esplorazione della sessualità femminile che include anche delle osservazioni astute sul desiderio maschile". La Ellison ha anche collaborato con l'artista Howard Hardiman allo sviluppo di Badger's Day Out, finanziato da Kickstarter, con il supporto dell'Arts Council England.
Dal giugno 2015 lavora per Arkane Studios dove si occupa dello sviluppo della storyline per Dishonored 2.
Nell'agosto 2015 ha tenuto una keynote lecture all'evento Dare to Be Digital.

## Opere
- (EN) Cara Ellison, Embed with Games: A Year on the Couch with Game Developers, Polygon, 2015, ISBN 9781846973444.[16]